# Программа гражданского согласия
Программа гражданского согласия — основной программный документ, разрабатываемый оппозиционной коалицией «Другая Россия». Решение о его разработке возникло ещё в ходе Первого и Второго Гражданских Конгрессов (ВГК) и в дальнейшем поддержано июльской конференцией движения.

## Содержание
На начало 2007 года, как отмечено на официальном сайте «Другой России», документ «не полон как в своей диагностической части, так и в программной, и, естественно, будет дорабатываться». Тем не менее основные положения документа уже сейчас можно выделить:

### Часть I. В какой России мы живем
В первой части документа идет обзор текущего положения дел в России с точки зрения участников коалиции. Анализируя ситуацию в стране, оппозиционеры считают, что «выдвинув идею „суверенной демократии“, российская элита неуклюже попыталась обосновать своё очень неудобное, промежуточное положение, претендуя на то, чтобы называться демократией, но трактовать демократические принципы по-своему».

### Часть II. Что мы будем делать
Вторая часть значительно больше первой и посвящена непосредственно программе действий коалиции. Особое место во второй части выделено политической составляющей программы. Участниками коалиции были предложены такие меры как: снижение барьеров на пути создания партий, восстановление губернаторских выборов и введение принципа комплектования Совета федерации избираемыми населением представителями субъектов федерации.